# Malibcong
Malibcong (Bayan ng Malibcong, Abra) är en kommun i Filippinerna. Kommunen ligger på ön Luzon, och tillhör provinsen Abra. Folkmängden uppgår till 3 354 invånare.
Malibcong är indelat i 12 barangayer.